# PROFUNC
PROFUNC, акроним для «PROminent FUNCtionaries of the Communist Party» («важные функционеры Коммунистической партии») — сверхсекретный проект правительства Канады по выявлению и наблюдению за подозреваемыми канадскими коммунистами и криптокоммунистами на пике «холодной войны». В период с 1950 по 1983 год целью программы было быстрое интернирование известных и подозреваемых сторонников коммунизма в случае войны с Советским Союзом (СССР) или его союзниками.

## История
В 1945 году в Канаде произошёл скандал с побегом советского дипломата Гузенко, которое стало одним из начальных событий холодной войны . Под впечатлением этого дела, а также из опасений, что корейская война станет предшественником третьей мировой войны, правительство Канады в 1950 году признало необходимым создать чёрный список потенциально враждебных лиц. Задача была возложено на Специальное отделение Королевской канадской конной полиции (RCMP), позднее название было изменено на Службу безопасности RCMP.
В 1950-х годах комиссар Королевской канадской конной полиции Стюарт Вуд составил «список PROFUNC», включавший около 16 000 подозреваемых коммунистов и 50 000 подозреваемых сторонников коммунизма. В этих списках указывалось, кого Специальный отдел возьмёт под наблюдение и, возможно, интернирует в случае объявления общенационального чрезвычайного положения (например, в случае критической ситуации на грани Третьей мировой войны с Советским Союзом или Китайской Народной Республикой).
Индивидуальное постановление об аресте, формально известное как форма C-215, было изготовлено на каждое потенциально интернируемое лицо и регулярно обновлялось личной информацией до 1980-х годов, включая, помимо прочего: возраст, физические характеристики, фотографии, информацию об автомобиле. Кроме того, была включена и более детальная информация, такая как возможные пути побега из личного места жительства подозреваемого. В список PROFUNC были включены несколько видных канадцев, в том числе: Виннипегский олдермен Джейкоб Пеннер, его сын Роланд Пеннер и основатель Новой демократической партии Канады Томми Дуглас.
Предполагается, что чёрный список PROFUNC использовался как предлог для расширения числа лиц, задержанных в качестве подозреваемых в участии во Фронте освобождения Квебека (ФОК) во время октябрьского кризиса 1970 года, в нарушение презумпции невиновности, хотя многие из задержанных не имели никакого отношения к ФОК.
Канадская пенитенциарная служба получила обновленный список PROFUNC от RCMP в 1971 году с целью заранее знать число потенциально интернируемых лиц.
В начале 1980-х годов генеральный прокурор Канады Боб Каплан добился фактической отмены списка PROFUNC, введя административные изменения, в результате которых RCMP отменил любые ограничения, создающие проблемы некоторым пожилым канадцам при попытке пересечь границу Канады и Соединенных Штатов . Каплан утверждал, что ничего не знал о самом PROFUNC, пока в 2010 году ему не сообщили об этом журналисты, и что он был встревожен его существованием, заявив: «я просто не могу поверить, что за этим стоит какое-либо правительственное решение».

## День М и интернирование
День мобилизации (M-Day) должен был стать тем днём, когда, в случае предполагаемого кризиса национальной безопасности, полицейские службы должны были арестовать и перевезти людей, указанных в списке PROFUNC, в центры временного содержания по всей Канаде, включая такие, как: Casa Loma, Загородный клуб в Порт-Артуре (ныне Тандер-Бей) и Выставочный парк в г. Реджайна, после чего их следовало поместить в пенитенциарные учреждения. Для мужчин места интернирования были предусмотрены во всех провинциях Канады, женщин предполагалось интернировать в одном из двух учреждений на полуострове Ниагара или в Келоуне, а детей предполагалось отправить к родственникам или интернировать вместе с родителями. Строгие меры наказания ожидали интернированных в случае нарушения правил содержания под стражей, в том числе продления содержания на неопределённый срок или возможность застрелить их при попытке побега из тюрьмы.

## Последствия
Существование программы было раскрыто 24 января 2000 года в новостной статье Дина Биби из The Canadian Press. В октябре 2010 года план PROFUNC подробно обсуждался в телевизионном документальном фильме Канадской радиовещательной корпорации The Fifth Estate и Enquête. Лишь в 2010 году ряд канадцев, а также их родные и близкие впервые узнали, что правительство Канады и правоохранительные органы Канады считали их потенциальными врагами государства. Канадцы, которые хотят определить, числились ли они сами или члены их семьи в файлах PROFUNC, могут подать запрос о раскрытии в Федеральное правительство Канады через Закон о конфиденциальности или Закон о доступе к информации.